# Anomis cupienda
Anomis cupienda är en fjärilsart som beskrevs av Swinhoe 1903. Anomis cupienda ingår i släktet Anomis och familjen nattflyn. Inga underarter finns listade i Catalogue of Life.